# 阿尼济堡
阿尼济堡（法語：Anizy-le-Château，法語發音：[anizi lə ʃato]）是法国上法蘭西大區埃纳省的一个旧市镇，属于拉昂区。2019年，阿尼济堡与临近的2个市镇合并为新市镇大阿尼济，阿尼济堡为新市镇行政中心。

## 地理
阿尼济堡（49°30'21"N, 3°27'2"E）面积9.49 平方千米，位于法国上法蘭西大區埃纳省，该省份为法国北部内陆省份，北起北部省，西接索姆省和瓦兹省，东临阿登省和马恩省，西南至塞纳-马恩省，东北部与比利时接壤。
与阿尼济堡接壤的市镇（或旧市镇、城区）包括：布朗库尔-昂洛努瓦、朗德里库尔、利济、皮农、下坎西、沃克萨永、维西尼库尔。
阿尼济堡的时区为UTC+01:00、UTC+02:00（夏令时）。

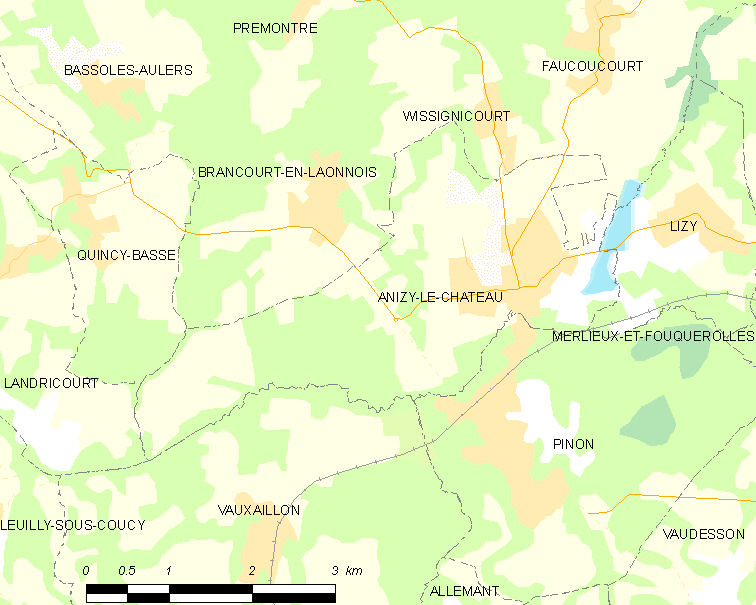
阿尼济堡的OSM定位图

## 行政
阿尼济堡的邮政编码为02320，INSEE市镇编码为02018。

## 政治
阿尼济堡所属的省级选区为拉昂第一县。

## 人口

1962-2008年间阿尼济堡人口变化图示

阿尼济堡于2018年1月1日时的人口数量为1931人。